# Jade (stad)
Jade is een gemeente in de Duitse deelstaat Nedersaksen, gelegen in het landkreis Wesermarsch aan de rivier de Jade. De gemeente telt 5.860 inwoners. Nagenoeg alle christenen in de gemeente zijn evangelisch-luthers.

## Indeling van de gemeente
De belangrijkste dorpen in de gemeente Jade zijn:
- Jaderberg, met ca. 3.500 inwoners, 4 à 5 km ten westen van het dorp Jade
- Schweiburg, met bijna 1.000 inw., een langgerekt, deels aan de kust gelegen dorp op 4 km (Süderschweiburg) tot 9 km (Norderschweiburg) van het dorp Jade,
- Jade, met bijna 400 inwoners, centraal in de gemeente, zetel van het gemeentebestuur, genoemd naar en gelegen aan de Jade, bestaande uit het buurtje rondom de oude kerk en de iets verder noordelijk gelegen buurt Jaderaltendeich.
- Mentzhausen, met bijna 400 inwoners, een langgerekte veenkolonie op 3-7 km ten (zuid)oosten van het dorp Jade
- Diekmannshausen, met circa 300 inwoners, ten noorden van het dorp Jade, bij de kust

## Ligging en infrastructuur
De gemeente Jade ligt aan de zuid- en zuidoostkust van de Jadeboezem. Het, voor de scheepvaart onbruikbare, riviertje de Jade stroomt er van zuid naar noord dwars doorheen. Het landschap bestaat uit vlak, meestal als weiland gebruikt, polderland. In het zuidwesten van de gemeente komen, evenals in het naburige Ammerland, nog perceelafscheidingen d.m.v. de traditionele houtwallen i.p.v. door sloten of prikkeldraadhekken voor.

### Buurgemeentes
Buurgemeentes van Jade zijn:
- Stadland in het noordoosten
- Ovelgönne in het zuidoosten
- Rastede in het zuiden en zuidwesten
- Varel in het westen en noordwesten: de stad Varel ligt 8 km ten noordwesten van Jaderberg..

De dichtstbijzijnde grote stad is Oldenburg, circa 25 km zuidwaarts.

### Wegverbindingen
Door het noorden van de gemeente loopt de Bundesstraße 437 van Varel naar Rodenkirchen, gemeente Stadland, en vandaar verder oostwaarts, door de Wesertunnel naar de Autobahn A27 Bremerhaven - Bremen.
Door het westen van de gemeente loopt de Autobahn A29 Wilhelmshaven - Oldenburg. Van afrit 10 van deze snelweg rijdt men slechts in enkele kilometers naar Jaderberg.

### Openbaar vervoer
Sedert juni 2020 is er in de gemeente, en wel te Jaderberg, weer een treinaansluiting: Station Jaderberg aan de spoorlijn Oldenburg - Wilhelmshaven. Van Jaderberg rijden beperkt bussen naar de andere dorpen in de gemeente en weer terug; dit zijn overwegend scholierenlijnen (1 rit 's morgens vroeg en enkele ritten in de middag na het uitgaan van de scholen).

## Economie
De belangrijkste pijler van de economie in deze typische plattelandsgemeente is de veeteelt, met name de melkveehouderij. De werkgelegenheid hierin loopt sedert 1970 terug, wat een daling van het bevolkingscijfer tot gevolg had. Een en ander wordt gecompenseerd door een toenemend toerisme. Andere bedrijfstakken zijn van ondergeschikt belang.
In de gemeente, met name te Jaderberg, zijn na 1990 woonwijken gebouwd, waar woonforensen met een werkkring in omliggende steden zich hebben gevestigd.

## Geschiedenis
Het dorp Jade wordt in de 11e eeuw voor het eerst in een document vermeld. Het gemeentewapen stelt de deur van een zijl (spuisluis) voor; veel dorpen in de gehele streek zijn tussen 1400 en 1800 rondom zo'n sluis ontstaan.
In 1401 werd door Diederik, de graaf van Oldenburg, als defensief steunpunt tegen de Oostfriezen, het kasteel Vri-Jade gebouwd. In 1426 werd dit al weer verwoest. Diederiks zoon en opvolger, Gerhard de Moedige, liet het kasteel weer opbouwen; hij gebruikte het mede als uitvalsbasis voor plundertochten. In 1488 lieten de Bremers de roofridderburcht opnieuw verwoesten. Van dit kasteel is niets bewaard gebleven. Zie verder: Landkreis Friesland.
De gemeente kreeg in 1867 aansluiting op het spoorwegnet. In de Tweede Wereldoorlog, die in de gemeente slechts weinig schade tot gevolg had, bestond aan de kust bij Schweiburg een grote, deels in een bunker gebouwde, batterij luchtafweergeschut. De installaties hiervan zijn na de bevrijding vernietigd. Schweiburg was tot begin 1974 een aparte gemeente, en werd bij de gemeentelijke herindeling van dat jaar bij Jade gevoegd.

## Bezienswaardigheden en natuurschoon
- Jade-Park, een in 1996 gemoderniseerd amusementspark met kleine dierentuin (o.a. Afrika-savanne), gericht op bezoek van gezinnen met kinderen van ongeveer 5 tot 12 jaar
- Oude evangelisch-lutherse kerkjes te Jade (dorp) en Schweiburg, zie ook onderstaande afbeeldingen
- Door de gemeente lopen twee toeristische langeafstands-fietsroutes, genaamd Tour de Fries en Deutsche Sielroute.
- De kust van de Jadeboezem, deel van het Naturpark Nationaal Park Nedersaksische Waddenzee, is in de gemeente slechts op één plek , bij Norderschweiburg, toeristisch ontwikkeld met campings, vakantiehuisjes en enige eenvoudige strandfaciliteiten. Het grootste deel van de Waddenkust wordt gekenmerkt door buiten de hoge dijk gelegen kwelders (Salzwiesen). Deze zijn ecologisch zeer waardevol.
- In het uiterste noordoosten, waar de gemeente bij het gehucht Sehestedt grenst aan Stadland, ligt aan de kust, buitendijks, een zeldzaam , 10 hectare groot natuurgebied Schwimmendes Moor (drijvend hoogveen). Via een knuppelpad, dat op de Waddendijk begint, kan men het gebied betreden. Het is het laatste overgebleven stuk, door de zee onderspoeld, met vloed en eb op en neer gaande stuk hoogveen van Noordwest-Europa. Tegen verdere afkalving is het gebiedje beschermd door middel van meters diepe damwanden.

## Afbeeldingen

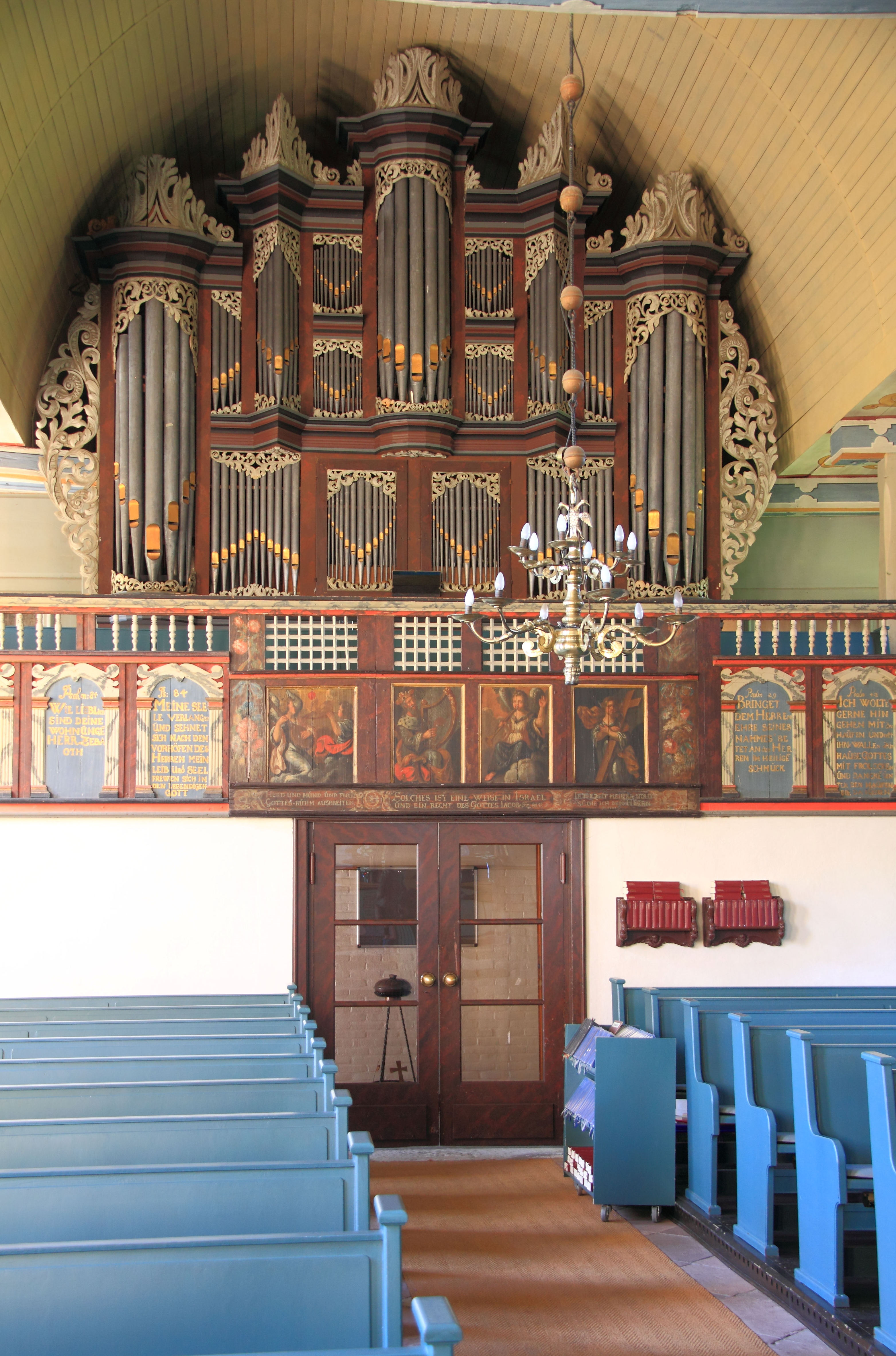
Orgel (1739) in de 16e-eeuwse Trinitatiskirche[2] (Kerk van de Heilige Drie-eenheid) te Jade
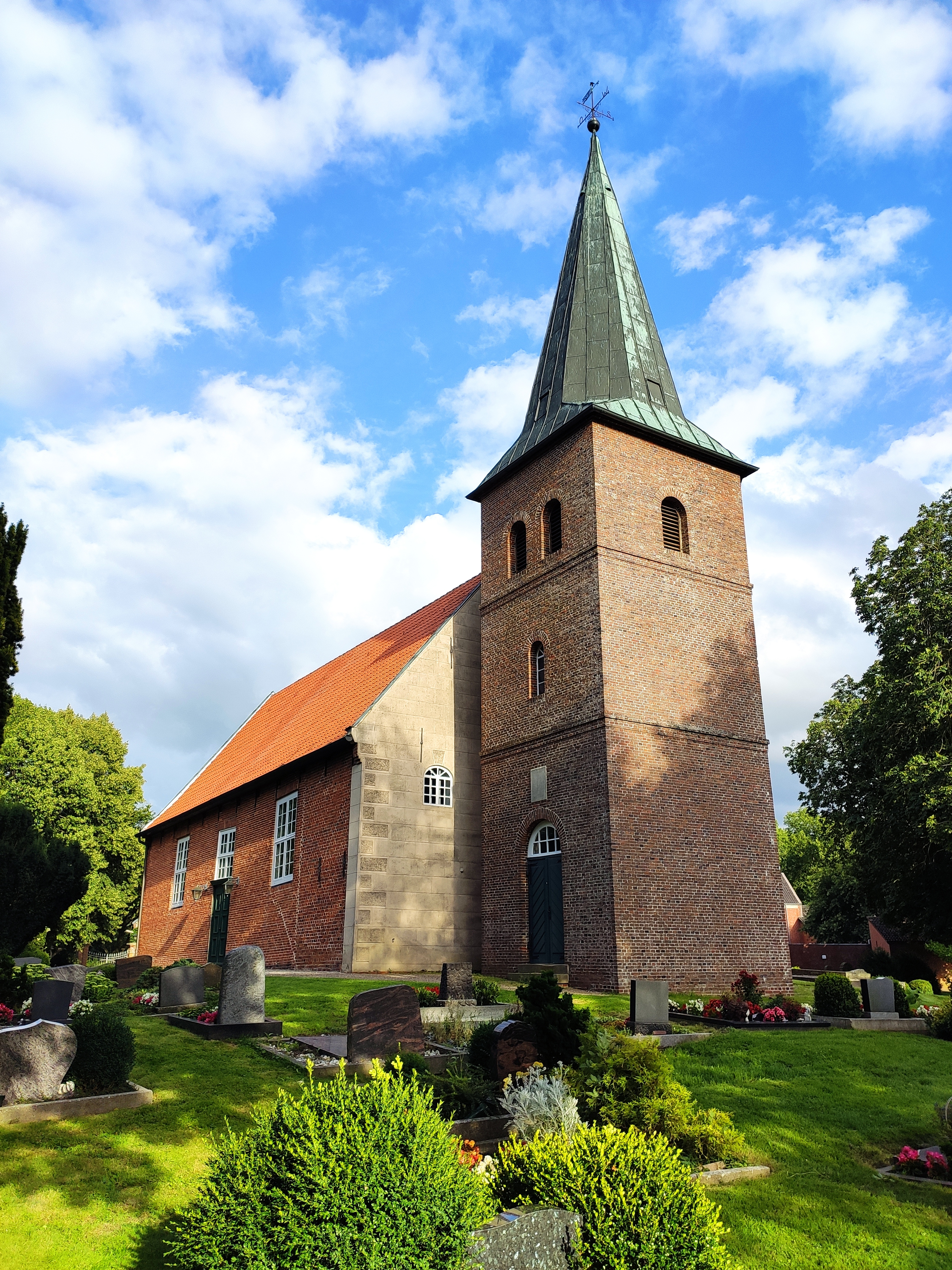
St.-Vituskerk, Schweiburg (1762)
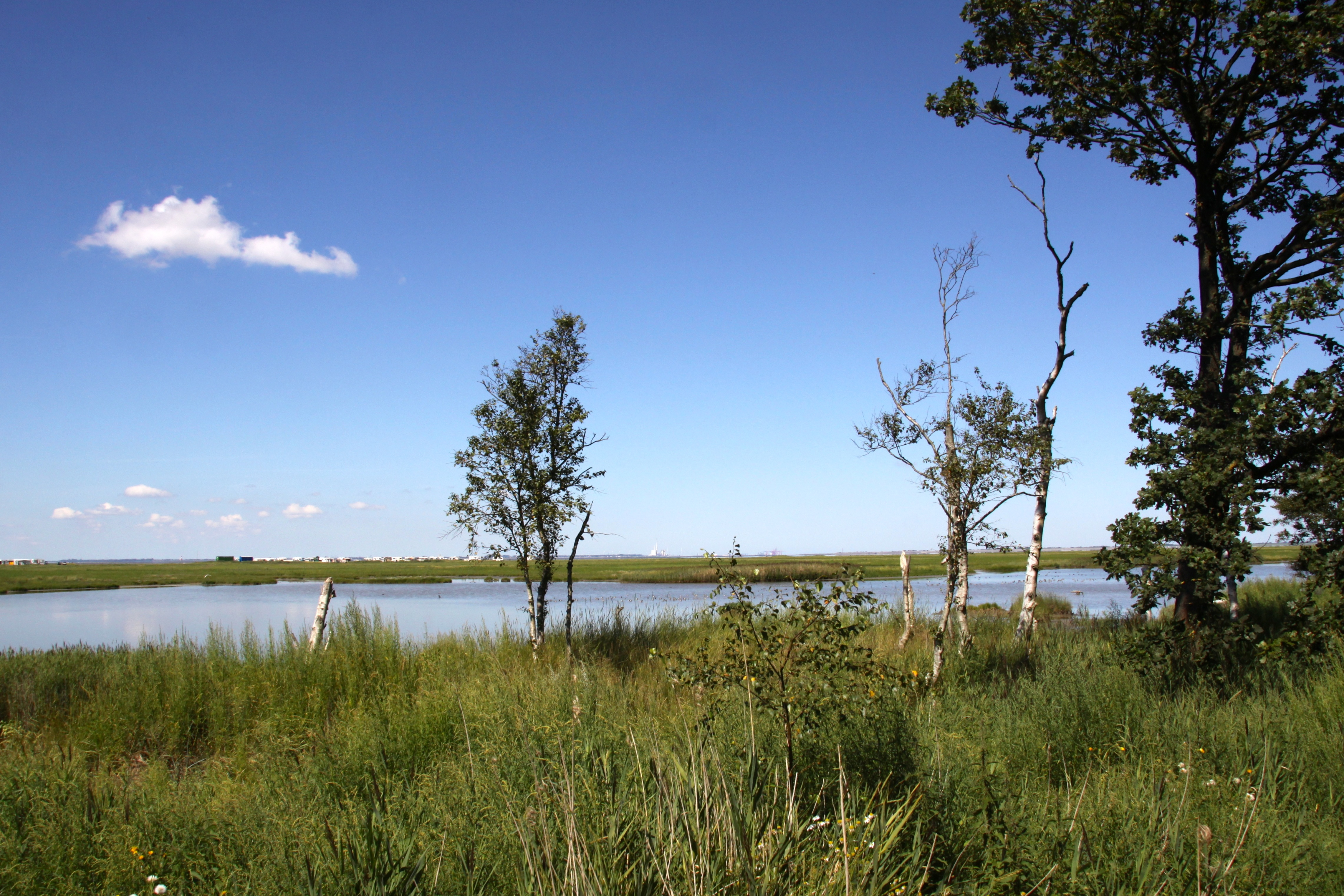
In het drijvende hoogveen

## Partnergemeente
Sedert 2001 bestaat een jumelage met Bakonynána in Hongarije.

## Belangrijke personen in relatie tot de gemeente
- Jan Oeltjen (* 15 augustus 1880 in Jaderberg; † 13 februari 1968 in Ptuj in het tegenwoordige Slovenië), Duits kunstschilder van het expressionisme

- Gemeinsame Normdatei: 4096383-4

Berne · 
Brake · 
Butjadingen · 
Elsfleth · 
Jade · 
Lemwerder · 
Nordenham · 
Ovelgönne · 
Stadland